# 特雷桑 (埃罗省)
特雷桑（法語：Tressan，法語發音：[tʁɛsɑ̃]）是法国埃罗省的一个市镇，属于洛代沃区。

## 地理
特雷桑（43°34'28"N, 3°29'24"E）面积3.92 平方千米，位于法国奧克西塔尼大區埃罗省，该省份为法国南部沿海省份，南濒地中海，西南接奥德省，西北接塔恩省和阿韦龙省，东北与加尔省接壤。
与特雷桑接壤的市镇（或旧市镇、城区）包括：阿斯皮朗、贝拉尔加、卡内、波朗、勒普热、皮拉谢。

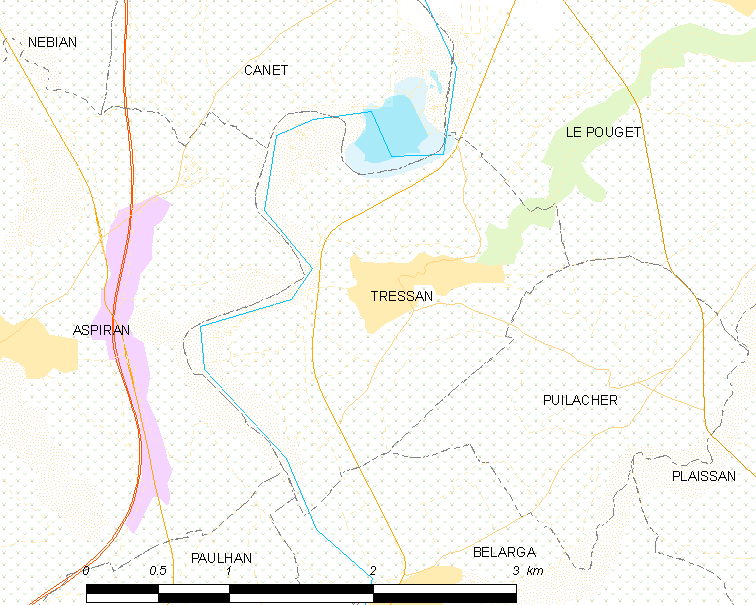
的OSM定位图

特雷桑的时区为UTC+01:00、UTC+02:00（夏令时）。

## 行政
特雷桑的邮政编码为34230，INSEE市镇编码为34313。

## 政治
特雷桑所属的省级选区为日尼亚克县。

## 人口

1962-2008年间人口变化图示

特雷桑于2022年1月1日时的人口数量为688人。